# 台湾海峡两岸观光旅游协会
財團法人台灣海峽兩岸觀光旅遊協會（简称台旅會，缩写为 ）為台海兩岸互設的旅遊辦事處之一方，為中華民國交通部捐助成立之財團法人，2006年8月25日成立，現由交通部觀光署管轄，以促進兩岸觀光交流、協助政府處理兩岸觀光事務及兩岸觀光聯繫溝通為宗旨。
台旅會由交通部觀光署、中華民國旅行商業同業公會全國聯合會、台灣觀光協會、中華民國旅行業品質保障協會、台北市觀光旅館商業同業公會及台北市航空運輸商業同業公會共同捐助成立，基金規模為新臺幣一百萬元，政府及民間各捐助一半，設置董事九至十一人，董事由觀光相關政府部門及觀光業代表擔任。2006年12月13日，台旅會正式掛牌運作。
台旅會總部設於臺北市，中华人民共和国国务院方面對口單位為海峽兩岸旅遊交流協會，依循海基會海協會模式。台旅會北京辦事處於2010年5月4日掛牌成立，上海辦事分處於2012年11月15日掛牌成立，并於2015年11日18日在福州增設上海辦事分處福州辦公室。

## 成員
- 董事長：陳玉秀 - 交通部觀光署署長
- 副董事長：許晉睿 - 中華兩岸旅行協會理事長
- 董事：
  - 吳朝彥 - 前交通部觀光局副局長
  - 簡余晏 - 台灣觀光協會會長
  - 吳盈良 - 中華民國旅行商業同業公會全國聯合會理事長
  - 張永成 - 中華民國旅行業品質保障協會理事長
  - 蕭景田 - 中華民國觀光旅館商業同業公會理事長
  - 廖俊斌 - 台灣觀光遊樂區協會理事長

### 駐陸辦事處主任
- 北京辦事處主任：李嘉斌
- 上海辦事分處主任：林洋廣
- 福州辦公室主任：劉連官

## 參见
- 海峽交流基金會